# Вольпедо
Вольпедо (итал. Volpedo) — коммуна в Италии, располагается в регионе Пьемонт, в провинции Алессандрия.
Население составляет 1204 человека (2008 г.), плотность населения составляет 114 чел./км². Занимает площадь 11 км². Почтовый индекс — 15059. Телефонный код — 0131.
Покровителем коммуны почитается святой апостол Иоанн Богослов, празднование 27 декабря.
Здесь родился художник Джузеппе Пелицца.

## Демография
Динамика населения:

## Администрация коммуны
- Официальный сайт: http://www.comune.volpedo.al.it/